# 古いアメリカ舞曲による組曲
『古いアメリカ舞曲による組曲』 (Suite of Old American Dances) は、ロバート・ラッセル・ベネットが作曲した吹奏楽曲。

## 楽曲
1949年6月にゴールドマン・バンドによって、セントラル・パークで5000人以上の聴衆を前にして初演された。1950年に出版され、同年に管弦楽版も作られている。当時は『キス・ミー・ケイト』や『南太平洋』などの作品でアレンジャーとしてのベネットのキャリアが最盛期を迎えている時期でもあった。
作曲のきっかけはゴールドマン・バンドの演奏を聴いたことで、そのときの心境についてベネットは「急に、アメリカのコンサートバンドが作り上げるだろう、まだ生まれていないあらゆる美しい響きのことが頭に浮かんだ（...）私のペンがポケットを飛び出して、このすばらしい大きな楽器で演奏するための作品を提供するよう願ってきたようなものだった」と述べている。この作品以降、『バンドのためのシンフォニック・ソング』（1957年）など継続的に吹奏楽作品が生み出され、1969年にはゴールドマン・バンドがベネットの75歳を祝う演奏会を開いている。
各楽章は、ベネットが幼いころにダンスホールで出会ったダンスのリズムを下敷きにしている。当初は、故郷であるミズーリ州カンザスシティにあった遊園地から『エレクトリック・パーク』 (Electric Park) と名付けようとしていたが、出版社の意見で現行の題名になった。初演では「心に入りこんでくる良質なユーモアと、想像力豊かで熟練した楽器法を持ち、ノスタルジックで心地よい雰囲気を作りあげる」と評され、1953年のフレデリック・フェネルとイーストマン・ウインド・アンサンブルによる初録音などを通して、吹奏楽の重要なレパートリーとなる。2002年には細部の誤りを正し、フルスコアを作成した新しい版も出版されている。

## 楽器編成
| 木管 | 木管                    | 金管  | 金管           | 弦・打 | 弦・打 |
| ---- | ----------------------- | ----- | -------------- | ------ | --- |
| Fl.  | 2, Picc.                | Crnt. | Solo, 3, Tp. 2 | Cb.    | ad lib. |
| Ob.  | 2                       | Hr.   | 4              | Timp.  | ● |
| Fg.  | 2                       | Tbn.  | 3              | 他     | スネアドラム、シンバル（クラッシュ、ブラシ）、バスドラム、トライアングル、サンドペーパーブロック、ウッドブロック、グロッケンシュピール、ヴィブラフォン、シロフォン |
| Cl.  | Solo, 3, E♭, Alto, Bass | Eup.  | 1              | 他     | スネアドラム、シンバル（クラッシュ、ブラシ）、バスドラム、トライアングル、サンドペーパーブロック、ウッドブロック、グロッケンシュピール、ヴィブラフォン、シロフォン |
| Sax. | Alt. 2 Ten. 1 Bar. 1    | Tub.  | ●              | 他     | スネアドラム、シンバル（クラッシュ、ブラシ）、バスドラム、トライアングル、サンドペーパーブロック、ウッドブロック、グロッケンシュピール、ヴィブラフォン、シロフォン |

## 構成
全5曲からなり、演奏時間は16分程度。
1. ケークウォーク Cakewalk　Allegretto, 2/4拍子
2. ショティッシュ Schottische　Moderato, 4/4拍子
3. ウエスタン・ワン・ステップ Western One-Step　Allegro ma non troppo, 2/4拍子
4. 壁の花のワルツ Wallflower Waltz　Tempo di "Missouri Waltz", 3/4拍子
5. ラグ Rag　Gaily, in easy two, 2/2拍子